# Ontologia Leśniewskiego
Ontologia Leśniewskiego jest współczesnym rachunkiem nazw stworzonym przez polskiego logika Stanisława Leśniewskiego.
Stanowi z jednej strony uogólnienie klasycznego rachunku predykatów, a z drugiej strony jest to system zawierający najszerzej ujęty współczesny rachunek nazw. W wyrażeniach tego systemu występują stałe i zmienne należące do kategorii składniowych zdań i nazw oraz funktorów dowolnego rzędu, które można uzyskać wychodząc od tych dwóch kategorii składniowych, a także kwantyfikatory wiążące dowolne zmienne systemu. System ten jest nadbudowany na protetyce, a jego swoisty aksjomat zawiera nową stałą pierwotną będącą funktorem zdaniotwórczym od dwóch argumentów zdaniowych.
W ontologii formalnej Leśniewskiego spotykamy następujące twierdzenia: "A jest przedmiotem" znaczy tyle, co "dla pewnego x, A jest x". W rezultacie: jeżeli A jest przedmiotem, to A istnieje; a dokładniej: A jest przedmiotem zawsze i tylko wtedy, gdy A istnieje i istnieje co najwyżej jedno A. Ontologia formalna nie implikuje jednak żadnych tez egzystencjalnych. Jak pokazał Kazimierz Ajdukiewicz, sens słowa "istnieje" musi być każdorazowo ustalany przez kontekst semantyczny, w którym pojawiają się wyrażenia typu "A istnieje".
Odmienne stanowisko zajmowali m.in. Bertrand Russell i Willard Van Orman Quine. Uważali oni, że w odróżnieniu od języka potocznego i filozoficznego, w którym słowo "istnieje" ma wiele znaczeń, logika formułuje jedno uniwersalne pojęcie istnienia, wyrażone przy pomocy kwantyfikatora egzystencjalnego.
Podstawowym aksjomatem ontologii Leśniewskiego jest aksjomat Leśniewskiego z 1921 roku:
, przy czym "ε" znaczy tyle, co "jest" w roli łącznika między podmiotem a orzecznikiem.